# تینک‌فیلم
تینک‌فیلم (انگلیسی: ThinkFilm) شرکت فیلم‌سازی آمریکایی است، که در سال ۲۰۰۱ تأسیس شد.